# Петропавловське (Ставропольський край)
Петропавловське (рос. Петропавловское) — село у Арзгірському районі Ставропольського краю Російської Федерації.
Муніципальне утворення — Арзгірський муніципальний округ. Населення становить 2014 осіб.

## Історія
Згідно із законом від 4 жовтня 2004 року № 88-КЗ у 2004—2020 роках муніципальним утворенням було сільське поселення село Петропавловське.

## Населення
| 1925  | 1989  | 2002  | 2010  | 2011  | 2012  | 2013  |
| ----- | ----- | ----- | ----- | ----- | ----- | ----- |
| 3175  | ↘2792 | ↘2561 | ↘2185 | ↘2182 | ↘2164 | ↘2150 |
| 2014  | 2015  | 2016  | 2017  | 2018  | 2019  | 2020  |
| ↘2129 | ↘2108 | ↘2094 | ↘2085 | ↘2075 | ↘2065 | ↘2014 |